# Antão Gonçalves de Ávila

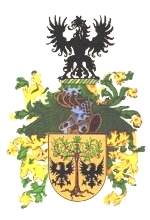
Brasão de um ramo da família Ávila dos Açores.

Antão Gonçalves de Ávila A família Ávila dos Açores descende da nobre geração e linhagem dos Ávilas, de Castela a Velha, onde tinham o seu solar.
Dois membros de esta família: Antão Gonçalves de Ávila e Cristovão da Cruz de Ávila passaram à ilha Terceira, Açores, o primeiro, pouco depois da sua descoberta e o segundo, quando a dita ilha caiu debaixo do domínio castelhano.
Antão Gonçalves de Ávila era filho de João Sanches de Bettencourt de Ávila e de sua mulher Maria Vaz de Badílho; neto paterno de Jorge de Bettencourt e de sua mulher Eivira de Ávila, sendo esta filha de D. Estevão Domingos de Ávila, que foi alferes e alcaide-mor da cidade de Ávila, senhor das Navas, Vila Franca e outras terras de Espanha, e de sua mulher D. Ximena Blaques de Ávila.
Antão Gonçalves de Ávila, foi morador na então vila da Praia da Vitória na ilha Terceira, e ai casado com Inês Gonçalves de Antona, terceira filha de Afonso Gonçalves de Antona Baldaya, (um dos primeiros colonos da ilha Terceira para onde partiu vindo do continente português com Álvaro Martins Homem) e de D. Antónia Gonçalves, sua primeira esposa. E tiveram dois filhos:
1. Melchior Gonçalves de Ávila, casou na ilha Graciosa com Inês Gomes Freire, filha de Gomes Lourenço e de sua esposa Iria Vaz Freire.
2. João de Ávila de Bettencourt, casou com Maria Pais.